# Campeonato Brasileiro de Futebol de 2010 - Série A

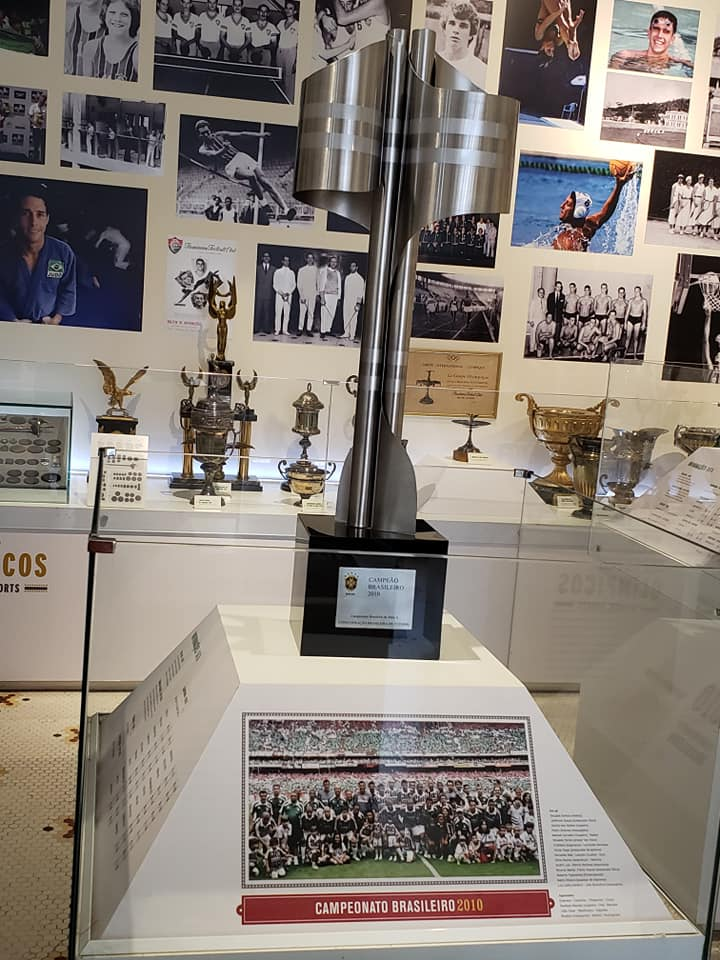
Taça do Campeonato Brasileiro de 2010.

A Série A do Campeonato Brasileiro de Futebol de 2010 foi a 55.ª edição da principal divisão do futebol brasileiro. A disputa ocorreu entre 8 de maio e 5 de dezembro com o mesmo regulamento dos anos anteriores, quando foi implementado o sistema de pontos corridos. Entre a sétima e oitava rodada, a competição foi paralisada por conta da Copa do Mundo FIFA de 2010, na África do Sul.
O título foi decidido apenas na última rodada. Três times (Fluminense, Cruzeiro e Corinthians) chegaram ao fim com chances de conquistar o título, e o Fluminense, então líder, conseguiu o título ao bater o Guarani (1–0) no Engenhão, enquanto o Cruzeiro ganhou do Palmeiras (2–1) em Minas Gerais, ficando com o vice-campeonato, e o Corinthians empatou com o Goiás (1–1) no Serra Dourada, terminando em terceiro. Foi o terceiro título de Campeonato Brasileiro do Fluminense, tendo o primeiro título sido obtido em 1970, e o segundo em 1984.
Fluminense, Cruzeiro, Corinthians e Grêmio garantiram a classificação para a Copa Libertadores da América de 2011, além do Internacional e Santos por serem campeões da Copa Libertadores 2010 e da Copa do Brasil de 2010, respectivamente. Já Atlético Paranaense, Botafogo, São Paulo, Palmeiras, Vasco da Gama, Ceará, Atlético Mineiro e Flamengo disputaram a Copa Sul-Americana de 2011, no segundo semestre.
Entre os clubes rebaixados para a Série B de 2011, o Grêmio Prudente foi matematicamente o primeiro a cair após perder para o Atlético Paranaense por 2–1 faltando três rodadas para o final do campeonato. O Goiás confirmou a sua queda na rodada seguinte, após ser goleado em casa pelo Santos (1–4). Em seguida foi a vez do Guarani não conseguir evitar o rebaixamento ao perder em casa para o Grêmio (0–3). Na última rodada um confronto direto definiria a última equipe rebaixada. Como o Vitória não conseguiu vencer o Atlético Goianiense em casa (0–0), acabou caindo para a Série B por ter menos vitórias que o adversário. O campeonato teve média de 14 839 pessoas por partida.

## Regulamento
A Série A foi disputada por 20 clubes em dois turnos. Em cada turno, todos os times jogaram entre si uma única vez. Os jogos do segundo turno foram realizados na mesma ordem do primeiro, apenas com o mando de campo invertido. Não houve campeões por turnos, sendo declarado campeão brasileiro o time que obteve o maior número de pontos após as 38 rodadas.

### Critérios de desempate
Em caso de empate por pontos entre dois clubes, os critérios de desempate foram aplicados na seguinte ordem:
1. Número de vitórias
2. Saldo de gols
3. Gols marcados
4. Confronto direto
5. Número de cartões vermelhos
6. Número de cartões amarelos

## Participantes
| Equipe              | Cidade              | Estado | Em 2009       | Estádio                               | Capacidade    | Títulos                                                  |
| ------------------- | ------------------- | ------ | ------------- | ------------------------------------- | ------------- | -------------------------------------------------------- |
| Atlético Goianiense | Goiânia             | GO     | 4º (Série B)  | Serra Dourada                         | 50 049        | 0 (não possui)                                           |
| Atlético Mineiro    | Belo Horizonte      | MG     | 7º (Série A)  | Arena do Jacaré [c]                   | 18 000        | 2 (1937, 1971)                                           |
| Atlético Paranaense | Curitiba            | PR     | 14º (Série A) | Arena da Baixada                      | 25 180        | 1 (2001)                                                 |
| Avaí                | Florianópolis       | SC     | 6º (Série A)  | Ressacada                             | 15 000        | 0 (não possui)                                           |
| Botafogo            | Rio de Janeiro      | RJ     | 15º (Série A) | Engenhão                              | 44 000        | 2 (1968(1), 1995)                                        |
| Ceará               | Fortaleza           | CE     | 3º (Série B)  | Castelão                              | 58 400        | 0 (não possui)                                           |
| Corinthians         | São Paulo           | SP     | 10º (Série A) | Pacaembu                              | 37 952        | 4 (1990, 1998, 1999, 2005)                               |
| Cruzeiro            | Belo Horizonte      | MG     | 4º (Série A)  | Arena do Jacaré[c] Parque do Sabiá[c] | 18 000 50 000 | 2 (1966, 2003)                                           |
| Flamengo            | Rio de Janeiro      | RJ     | 1º (Série A)  | Engenhão[d]                           | 44 000        | 5 (1980, 1982, 1983, 1992, 2009)                         |
| Fluminense          | Rio de Janeiro      | RJ     | 16º (Série A) | Engenhão[d]                           | 44 000        | 2 (1970, 1984)                                           |
| Goiás               | Goiânia             | GO     | 9º (Série A)  | Serra Dourada                         | 50 049        | 0 (não possui)                                           |
| Grêmio              | Porto Alegre        | RS     | 8º (Série A)  | Olímpico                              | 45 000        | 2 (1981, 1996)                                           |
| Grêmio Prudente[a]  | Presidente Prudente | SP     | 11º (Série A) | Prudentão                             | 44 414        | 0 (não possui)                                           |
| Guarani             | Campinas            | SP     | 2º (Série B)  | Brinco de Ouro                        | 32 453        | 1 (1978)                                                 |
| Internacional       | Porto Alegre        | RS     | 2º (Série A)  | Beira-Rio                             | 56 000        | 3 (1975, 1976, 1979)                                     |
| Palmeiras           | São Paulo           | SP     | 5º (Série A)  | Pacaembu [b] Arena Barueri [b]        | 37 952 32 000 | 8 (1960, 1967(1), 1967(2), 1969, 1972, 1973, 1993, 1994) |
| Santos              | Santos              | SP     | 12º (Série A) | Vila Belmiro                          | 21 256        | 8 (1961, 1962, 1963, 1964, 1965, 1968(2), 2002, 2004)    |
| São Paulo           | São Paulo           | SP     | 3º (Série A)  | Morumbi                               | 67 428        | 6 (1977, 1986, 1991, 2006, 2007, 2008)                   |
| Vasco da Gama       | Rio de Janeiro      | RJ     | 1º (Série B)  | São Januário                          | 15 150        | 4 (1974, 1989, 1997, 2000)                               |
| Vitória             | Salvador            | BA     | 13º (Série A) | Barradão                              | 35 632        | 0 (não possui)                                           |

a. ^ Em fevereiro de 2010, o Grêmio Barueri mudou sua sede de Barueri para Presidente Prudente e alterou seu nome para Grêmio Prudente.
b. ^ O Palestra Itália estava sendo reformulado para dar lugar ao Allianz Parque.
c. ^ O Mineirão estava fechado para obras devido a Copa do Mundo FIFA de 2014 e o outro estádio da capital, Independência, também se encontrava em reformas. Diversos estádios pelo interior de Minas Gerais receberam o mando de campo, sendo a Arena do Jacaré o mais utilizado.
d. ^ O Maracanã estava fechado para obras devido à Copa do Mundo FIFA de 2014.

## Classificação
| Pos | Equipe              | Pts | J  | V  | E  | D  | GP | GC | SG  |                                            |
| --- | ------------------- | --- | -- | -- | -- | -- | -- | -- | --- | ------------------------------------------ |
| 1   | Fluminense          | 71  | 38 | 20 | 11 | 7  | 62 | 36 | +26 | Segunda fase da Copa Libertadores de 2011  |
| 2   | Cruzeiro            | 69  | 38 | 20 | 9  | 9  | 53 | 38 | +15 | Segunda fase da Copa Libertadores de 2011  |
| 3   | Corinthians         | 68  | 38 | 19 | 11 | 8  | 65 | 41 | +24 | Primeira fase da Copa Libertadores de 2011 |
| 4   | Grêmio              | 63  | 38 | 17 | 12 | 9  | 68 | 43 | +25 | Primeira fase da Copa Libertadores de 2011 |
| 5   | Atlético Paranaense | 60  | 38 | 17 | 9  | 12 | 43 | 45 | −2  | Copa Sul-Americana de 2011                 |
| 6   | Botafogo            | 59  | 38 | 14 | 17 | 7  | 54 | 42 | +12 | Copa Sul-Americana de 2011                 |
| 7   | Internacional       | 58  | 38 | 16 | 10 | 12 | 48 | 41 | +7  | Segunda fase da Copa Libertadores de 2011  |
| 8   | Santos              | 56  | 38 | 15 | 11 | 12 | 63 | 50 | +13 | Segunda fase da Copa Libertadores de 2011  |
| 9   | São Paulo           | 55  | 38 | 15 | 10 | 13 | 54 | 54 | 0   | Copa Sul-Americana de 2011                 |
| 10  | Palmeiras           | 50  | 38 | 12 | 14 | 12 | 42 | 43 | −1  | Copa Sul-Americana de 2011                 |
| 11  | Vasco da Gama       | 49  | 38 | 11 | 16 | 11 | 43 | 45 | −2  | Copa Sul-Americana de 2011                 |
| 12  | Ceará               | 47  | 38 | 10 | 17 | 11 | 35 | 44 | −9  | Copa Sul-Americana de 2011                 |
| 13  | Atlético Mineiro    | 45  | 38 | 13 | 6  | 19 | 52 | 64 | −12 | Copa Sul-Americana de 2011                 |
| 14  | Flamengo            | 44  | 38 | 9  | 17 | 12 | 41 | 44 | −3  | Copa Sul-Americana de 2011                 |
| 15  | Avaí                | 43  | 38 | 11 | 10 | 17 | 49 | 58 | −9  |                                            |
| 16  | Atlético Goianiense | 42  | 38 | 11 | 9  | 18 | 51 | 57 | −6  |                                            |
| 17  | Vitória             | 42  | 38 | 9  | 15 | 14 | 42 | 48 | −6  | Rebaixados à Série B de 2011               |
| 18  | Guarani             | 37  | 38 | 8  | 13 | 17 | 33 | 53 | −20 | Rebaixados à Série B de 2011               |
| 19  | Goiás               | 33  | 38 | 8  | 9  | 21 | 41 | 68 | −27 | Rebaixados à Série B de 2011               |
| 20  | Grêmio Prudente     | 28  | 38 | 7  | 10 | 21 | 39 | 64 | −25 | Rebaixados à Série B de 2011               |

1. ↑  Internacional se classificou como campeão da Copa Libertadores de 2010.
2. ↑  Santos se classificou como campeão da Copa do Brasil 2010.
3. ↑  Grêmio Prudente perdeu 3 pontos por ter escalado um jogador suspenso.

## Confrontos
Para ler a tabela, a linha horizontal representa os jogos da equipe como mandante. A coluna vertical indica os jogos da equipe como visitante. Os jogos considerados "clássicos" estão em negrito. Os resultados do primeiro turno estão em verde e os resultados do segundo turno estão em azul.
|               | ATG | ATM | ATP | AVA | BOT | CEA | COR | CRU | FLA | FLU | GOI | GRE | GUA | INT | PAL | PRU | SAN | SPA | VAS | VIT |
| ------------- | --- | --- | --- | --- | --- | --- | --- | --- | --- | --- | --- | --- | --- | --- | --- | --- | --- | --- | --- | --- |
| Atlético-GO   | —   | 2–3 | 1–2 | 2–2 | 0–2 | 1–1 | 3–1 | 2–1 | 0–1 | 2–1 | 1–3 | 0–0 | 1–1 | 2–2 | 3–0 | 3–0 | 1–2 | 1–1 | 2–0 | 4–1 |
| Atlético-MG   | 3–2 | —   | 3–1 | 2–0 | 0–2 | 0–1 | 2–1 | 0–1 | 4–1 | 1–3 | 3–1 | 1–2 | 3–1 | 1–2 | 1–2 | 1–0 | 2–2 | 2–3 | 2–1 | 2–3 |
| Atlético-PR   | 2–1 | 2–1 | —   | 1–0 | 3–2 | 2–1 | 1–1 | 0–2 | 1–0 | 2–2 | 2–1 | 1–1 | 2–2 | 1–0 | 1–0 | 2–1 | 2–0 | 1–1 | 0–0 | 1–0 |
| Avaí          | 3–0 | 0–0 | 0–1 | —   | 0–0 | 5–0 | 3–2 | 1–2 | 2–2 | 0–3 | 4–1 | 0–3 | 1–0 | 0–1 | 4–2 | 6–1 | 3–2 | 0–0 | 2–0 | 0–0 |
| Botafogo      | 3–2 | 3–0 | 1–1 | 1–0 | —   | 1–0 | 2–2 | 2–2 | 1–1 | 1–1 | 3–0 | 2–2 | 1–1 | 1–2 | 0–0 | 3–1 | 3–3 | 2–0 | 1–1 | 1–0 |
| Ceará         | 0–0 | 0–0 | 1–1 | 2–0 | 2–2 | —   | 0–0 | 1–0 | 2–2 | 1–0 | 1–1 | 2–1 | 2–0 | 1–0 | 0–0 | 2–2 | 2–1 | 2–0 | 0–2 | 1–0 |
| Corinthians   | 3–4 | 1–0 | 2–1 | 4–0 | 1–1 | 2–2 | —   | 1–0 | 1–0 | 1–0 | 5–1 | 0–1 | 3–1 | 2–0 | 1–0 | 3–0 | 4–2 | 3–0 | 2–0 | 2–1 |
| Cruzeiro      | 3–0 | 3–4 | 0–0 | 2–2 | 1–0 | 2–0 | 1–0 | —   | 1–0 | 1–0 | 1–0 | 2–2 | 4–2 | 1–0 | 2–1 | 0–0 | 0–0 | 0–2 | 3–1 | 0–1 |
| Flamengo      | 2–0 | 0–0 | 0–1 | 1–1 | 1–0 | 1–0 | 1–1 | 1–2 | —   | 3–3 | 1–2 | 1–1 | 2–1 | 3–0 | 1–3 | 3–1 | 0–0 | 1–1 | 0–0 | 2–2 |
| Fluminense    | 1–0 | 5–1 | 3–1 | 1–0 | 0–0 | 3–1 | 1–2 | 1–0 | 2–1 | —   | 1–1 | 2–0 | 1–0 | 3–0 | 1–1 | 1–1 | 0–3 | 2–2 | 1–0 | 2–1 |
| Goiás         | 1–3 | 1–3 | 0–2 | 1–0 | 4–1 | 0–0 | 1–1 | 0–1 | 1–1 | 0–3 | —   | 0–2 | 3–1 | 2–3 | 1–1 | 1–2 | 1–4 | 2–1 | 0–0 | 1–0 |
| Grêmio        | 2–0 | 2–1 | 3–1 | 3–0 | 3–0 | 5–1 | 1–2 | 2–1 | 2–2 | 1–2 | 2–0 | —   | 1–0 | 2–2 | 1–2 | 4–0 | 1–2 | 4–2 | 1–1 | 1–1 |
| Guarani       | 0–1 | 0–0 | 1–0 | 4–1 | 1–1 | 1–1 | 0–0 | 2–2 | 2–1 | 2–1 | 1–0 | 0–3 | —   | 0–3 | 0–0 | 1–0 | 0–0 | 0–0 | 1–0 | 1–1 |
| Internacional | 1–1 | 1–0 | 4–1 | 2–3 | 1–0 | 2–1 | 3–2 | 1–2 | 1–0 | 0–0 | 0–0 | 0–0 | 3–0 | —   | 1–1 | 2–0 | 1–1 | 0–2 | 1–0 | 1–1 |
| Palmeiras     | 0–3 | 0–2 | 2–0 | 4–1 | 2–2 | 1–1 | 1–1 | 2–3 | 0–1 | 1–2 | 3–2 | 4–2 | 1–0 | 2–0 | —   | 0–0 | 2–1 | 0–2 | 0–0 | 1–0 |
| Prudente      | 1–0 | 4–0 | 0–1 | 1–1 | 0–1 | 1–1 | 2–2 | 0–2 | 1–2 | 1–1 | 4–1 | 2–0 | 4–2 | 0–3 | 0–1 | —   | 1–2 | 2–3 | 1–2 | 0–0 |
| Santos        | 4–2 | 2–0 | 2–0 | 2–1 | 0–1 | 1–1 | 2–3 | 4–1 | 0–0 | 0–1 | 2–0 | 0–0 | 3–1 | 1–0 | 1–1 | 2–3 | —   | 1–0 | 4–0 | 1–1 |
| São Paulo     | 2–1 | 4–0 | 2–1 | 1–2 | 1–2 | 2–1 | 0–2 | 2–2 | 2–0 | 1–4 | 0–3 | 3–1 | 2–1 | 1–3 | 1–0 | 1–1 | 4–3 | —   | 0–0 | 2–0 |
| Vasco da Gama | 2–0 | 1–1 | 3–1 | 1–1 | 2–2 | 2–0 | 2–0 | 1–1 | 1–1 | 2–2 | 3–2 | 3–3 | 0–1 | 3–2 | 0–0 | 2–1 | 3–1 | 1–1 | —   | 1–0 |
| Vitória       | 0–0 | 4–3 | 1–0 | 3–0 | 1–3 | 0–0 | 1–1 | 0–1 | 1–1 | 1–2 | 2–2 | 0–3 | 1–1 | 0–0 | 1–1 | 2–0 | 4–2 | 3–2 | 4–2 | —   |

## Desempenho por rodada
Clubes que lideraram o campeonato ao final de cada rodada:
| Rodadas | Rodadas | Rodadas | Rodadas | Rodadas | Rodadas | Rodadas | Rodadas | Rodadas | Rodadas | Rodadas | Rodadas | Rodadas | Rodadas | Rodadas | Rodadas | Rodadas | Rodadas | Rodadas | Rodadas | Rodadas | Rodadas | Rodadas | Rodadas | Rodadas | Rodadas | Rodadas | Rodadas | Rodadas | Rodadas | Rodadas | Rodadas | Rodadas | Rodadas | Rodadas | Rodadas | Rodadas | Rodadas |
| ------- | ------- | ------- | ------- | ------- | ------- | ------- | ------- | ------- | ------- | ------- | ------- | ------- | ------- | ------- | ------- | ------- | ------- | ------- | ------- | ------- | ------- | ------- | ------- | ------- | ------- | ------- | ------- | ------- | ------- | ------- | ------- | ------- | ------- | ------- | ------- | ------- | ------- |
| 1       | 2       | 3       | 4       | 5       | 6       | 7       | 8       | 9       | 10      | 11      | 12      | 13      | 14      | 15      | 16      | 17      | 18      | 19      | 20      | 21      | 22      | 23      | 24      | 25      | 26      | 27      | 28      | 29      | 30      | 31      | 32      | 33      | 34      | 35      | 36      | 37      | 38      |
| AVA     | COR     | COR     | COR     | COR     | COR     | COR     | COR     | COR     | FLU     | COR     | FLU     | FLU     | FLU     | FLU     | FLU     | FLU     | FLU     | FLU     | FLU     | FLU     | FLU     | COR     | COR     | FLU     | FLU     | FLU     | FLU     | CRU     | CRU     | FLU     | FLU     | FLU     | FLU     | COR     | FLU     | FLU     | FLU     |

Clubes que ficaram na última posição do campeonato ao final de cada rodada:
| Rodadas | Rodadas | Rodadas | Rodadas | Rodadas | Rodadas | Rodadas | Rodadas | Rodadas | Rodadas | Rodadas | Rodadas | Rodadas | Rodadas | Rodadas | Rodadas | Rodadas | Rodadas | Rodadas | Rodadas | Rodadas | Rodadas | Rodadas | Rodadas | Rodadas | Rodadas | Rodadas | Rodadas | Rodadas | Rodadas | Rodadas | Rodadas | Rodadas | Rodadas | Rodadas | Rodadas | Rodadas | Rodadas |
| ------- | ------- | ------- | ------- | ------- | ------- | ------- | ------- | ------- | ------- | ------- | ------- | ------- | ------- | ------- | ------- | ------- | ------- | ------- | ------- | ------- | ------- | ------- | ------- | ------- | ------- | ------- | ------- | ------- | ------- | ------- | ------- | ------- | ------- | ------- | ------- | ------- | ------- |
| 1       | 2       | 3       | 4       | 5       | 6       | 7       | 8       | 9       | 10      | 11      | 12      | 13      | 14      | 15      | 16      | 17      | 18      | 19      | 20      | 21      | 22      | 23      | 24      | 25      | 26      | 27      | 28      | 29      | 30      | 31      | 32      | 33      | 34      | 35      | 36      | 37      | 38      |
| PRU     | GOI     | GOI     | GOI     | ATG     | ATG     | ATG     | ATG     | ATG     | ATG     | ATG     | ATG     | ATG     | ATG     | ATG     | GOI     | GOI     | GOI     | GOI     | GOI     | GOI     | PRU     | PRU     | PRU     | PRU     | PRU     | PRU     | PRU     | PRU     | PRU     | PRU     | PRU     | PRU     | PRU     | PRU     | PRU     | PRU     | PRU     |

## Artilharia
| Gols | Jogador     | Time                |
| ---- | ----------- | ------------------- |
| 23   | Jonas       | Grêmio              |
| 17   | Neymar      | Santos              |
| 14   | Bruno César | Corinthians         |
| 12   | Elias       | Atlético Goianiense |
| 12   | Obina       | Atlético Mineiro    |
| 11   | André Lima  | Grêmio              |
| 11   | Loco Abreu  | Botafogo            |

### Hat-tricks
| Jogador          | Clube               | Adversário       | Placar | Data           | Ref.   |
| ---------------- | ------------------- | ---------------- | ------ | -------------- | ------ |
| Emerson          | Avaí                | Grêmio Prudente  | 6–1    | 9 de maio      | [ 17 ] |
| Schwenck         | Vitória             | Atlético Mineiro | 4–3    | 26 de maio     | [ 18 ] |
| Dagoberto        | São Paulo           | Grêmio           | 3–1    | 26 de maio     | [ 19 ] |
| Elias            | Atlético Goianiense | Palmeiras        | 3–0    | 26 de agosto   | [ 20 ] |
| Zé Love          | Santos              | Fluminense       | 3–0    | 6 de outubro   | [ 21 ] |
| Jonas            | Grêmio              | Grêmio Prudente  | 4–0    | 6 de outubro   | [ 22 ] |
| Ricardo Oliveira | São Paulo           | Grêmio Prudente  | 3–2    | 9 de outubro   | [ 23 ] |
| Obina            | Atlético Mineiro    | Cruzeiro         | 4–3    | 24 de outubro  | [ 24 ] |
| Neymar           | Santos              | Goiás            | 4–1    | 21 de novembro | [ 5 ]  |
| Caio             | Avaí                | Santos           | 3–2    | 28 de novembro | [ 25 ] |

## Maiores públicos
Esses foram os dez maiores públicos do Campeonato:
| Nº | Público[i] | Mandante      | Placar | Visitante     | Estádio  | Data          | Rodada |
| -- | ---------- | ------------- | ------ | ------------- | -------- | ------------- | ------ |
| 1  | 76.205     | Vasco da Gama | 2–2    | Fluminense    | Maracanã | 22 de agosto  | 15ª    |
| 2  | 57.454     | Fluminense    | 3–0    | Internacional | Maracanã | 15 de agosto  | 14ª    |
| 3  | 57.035     | Flamengo      | 0–0    | Vasco da Gama | Maracanã | 1 de agosto   | 12ª    |
| 4  | 44.591     | Ceará         | 2–0    | São Paulo     | Castelão | 24 de outubro | 31ª    |
| 5  | 44.500     | Ceará         | 0–0    | Corinthians   | Castelão | 14 de julho   | 8ª     |
| 6  | 44.171     | Ceará         | 2–2    | Flamengo      | Castelão | 3 de novembro | 33ª    |
| 7  | 42.667     | São Paulo     | 0–2    | Corinthians   | Morumbi  | 7 de novembro | 34ª    |
| 8  | 41.661     | Grêmio        | 2–2    | Internacional | Olímpico | 24 de outubro | 31ª    |
| 9  | 41.457     | Grêmio        | 3–0    | Botafogo      | Olímpico | 5 de dezembro | 38ª    |
| 10 | 41.007     | Flamengo      | 0–0    | Santos        | Maracanã | 5 de setembro | 19ª    |

- i. ^ Considera-se apenas o público pagante

## Média de público
A média de público pagante considera apenas os jogos dos clubes como mandante (19 no total):
1. Corinthians – 27.446
2. Ceará – 23.467
3. Fluminense – 22.993
4. Grêmio – 20.369
5. Flamengo – 18.945
6. Botafogo – 18.728
7. Internacional – 16.630
8. Atlético Paranaense – 16.377
9. Cruzeiro – 16.072
10. Vitória – 15.849

## Mudança de técnicos
| Clube           | Antecessor             | Motivo                        | Data           | Última partida                  | Rod | Pos | Sucessor                      | Ref.          |
| --------------- | ---------------------- | ----------------------------- | -------------- | ------------------------------- | --- | --- | ----------------------------- | ------------- |
| Palmeiras       | Antônio Carlos         | Demitido                      | 18 de maio     | Vasco da Gama 0–0 Palmeiras     | 2ª  | 17º | Luiz Felipe Scolari[a1]       | [ 27 ]        |
| Vasco da Gama   | Gaúcho                 | Remanejado                    | 18 de maio     | Vasco da Gama 0–0 Palmeiras     | 2ª  | 17º | Celso Roth                    | [ 28 ]        |
| Internacional   | Jorge Fossati          | Demitido                      | 28 de maio     | Vasco da Gama 3–2 Internacional | 4ª  | 18º | Celso Roth[a2]                | [ 29 ] [ 30 ] |
| Atlético-PR     | Leandro Niehues        | Remanejado                    | 31 de maio     | Internacional 4–1 Atlético-PR   | 5ª  | 19º | Paulo César Carpegiani        | [ 31 ]        |
| Cruzeiro        | Adílson Batista        | Resignado                     | 2 de junho     | Cruzeiro 0–0 Santos             | 6ª  | 6º  | Cuca[a3]                      | [ 32 ] [ 33 ] |
| Atlético-GO     | Geninho                | Resignado                     | 7 de junho     | Atlético-GO 2–1 Cruzeiro        | 7ª  | 20º | Roberto Fernandes             | [ 34 ] [ 35 ] |
| Vasco da Gama   | Celso Roth             | Contratado pelo Internacional | 12 de junho    | Santos 4–0 Vasco da Gama        | 7ª  | 19º | PC Gusmão                     | [ 30 ] [ 36 ] |
| Ceará           | PC Gusmão              | Contratado pelo Vasco da Gama | 13 de junho    | Atlético-MG 0–1 Ceará           | 7ª  | 2º  | Estevam Soares                | [ 37 ]        |
| Avaí            | Péricles Chamusca      | Contratado pelo Al-Arabi      | 1 de julho     | Avaí 0–3 Fluminense             | 7ª  | 13º | Antônio Lopes                 | [ 38 ] [ 39 ] |
| Corinthians     | Mano Menezes           | Contratado pelo Brasil        | 26 de julho    | Corinthians 3–1 Guarani         | 11ª | 1º  | Adílson Batista               | [ 40 ]        |
| Atlético-GO     | Roberto Fernandes      | Demitido                      | 30 de julho    | Vasco da Gama 3–0 Atlético-GO   | 11ª | 20º | René Simões                   | [ 41 ] [ 42 ] |
| São Paulo       | Ricardo Gomes          | Fim de contrato               | 6 de agosto    | São Paulo 2–1 Internacional[a4] | 13ª | 9º  | Sérgio Baresi (interino)      | [ 43 ]        |
| Grêmio          | Silas                  | Demitido                      | 8 de agosto    | Grêmio 1–2 Fluminense           | 13ª | 18º | Renato Gaúcho                 | [ 44 ]        |
| Vitória         | Ricardo Silva          | Remanejado                    | 9 de agosto    | Vasco da Gama 1–0 Vitória       | 13ª | 16º | Toninho Cecílio               | [ 45 ]        |
| Ceará           | Estevam Soares         | Demitido                      | 9 de agosto    | Ceará 0–0 Atlético-GO           | 13ª | 3º  | Mário Sérgio                  | [ 46 ]        |
| Grêmio Prudente | Toninho Cecílio        | Contratado pelo Vitória       | 9 de agosto    | Cruzeiro 0–0 Grêmio Prudente    | 13ª | 14º | Antônio Carlos                | [ 47 ]        |
| Flamengo        | Rogério Lourenço       | Demitido                      | 27 de agosto   | Flamengo 0–0 Atlético-MG        | 16ª | 10º | Silas                         | [ 48 ]        |
| Goiás           | Emerson Leão           | Demitido                      | 27 de agosto   | Goiás 0–3 Fluminense            | 16ª | 20º | Jorginho                      | [ 49 ]        |
| Vitória         | Toninho Cecílio        | Demitido                      | 9 de setembro  | Vitória 1–1 Palmeiras           | 20ª | 15º | Ricardo Silva                 | [ 50 ]        |
| Ceará           | Mário Sérgio           | Demitido                      | 9 de setembro  | Fluminense 3–1 Ceará            | 20ª | 11º | Dimas Filgueiras (interino)   | [ 51 ]        |
| Grêmio Prudente | Antônio Carlos         | Demitido                      | 10 de setembro | Grêmio Prudente 0–0 Avaí        | 20ª | 19º | Marcelo Rospide               | [ 52 ]        |
| Avaí            | Antônio Lopes          | Demitido                      | 20 de setembro | Avaí 0–3 Grêmio                 | 23ª | 16º | Édson dos Santos (interino)   | [ 53 ]        |
| Santos          | Dorival Júnior         | Demitido                      | 21 de setembro | Guarani 0–0 Santos              | 23ª | 6º  | Marcelo Martelotte (interino) | [ 54 ]        |
| Atlético-MG     | Vanderlei Luxemburgo   | Demitido                      | 23 de setembro | Fluminense 5–1 Atlético-MG      | 24ª | 18º | Dorival Júnior                | [ 55 ]        |
| Grêmio Prudente | Marcelo Rospide        | Resignado                     | 27 de setembro | Atlético-GO 3–0 Grêmio Prudente | 25ª | 20º | Fábio Giuntini                | [ 56 ] [ 57 ] |
| São Paulo       | Sérgio Baresi          | Remanejado                    | 3 de outubro   | Avaí 0–0 São Paulo              | 27ª | 11º | Paulo César Carpegiani        | [ 58 ]        |
| Atlético-PR     | Paulo César Carpegiani | Contratado pelo São Paulo     | 3 de outubro   | Cruzeiro 0–0 Atlético-PR        | 27ª | 5º  | Sérgio Soares                 | [ 59 ]        |
| Flamengo        | Silas                  | Demitido                      | 4 de outubro   | Botafogo 1–1 Flamengo           | 27ª | 15º | Vanderlei Luxemburgo          | [ 60 ] [ 61 ] |
| Vitória         | Ricardo Silva          | Remanejado                    | 7 de outubro   | São Paulo 2–0 Vitória           | 28ª | 14º | Antônio Lopes                 | [ 62 ]        |
| Avaí            | Edson dos Santos       | Substituído                   | 10 de outubro  | Avaí 2–2 Flamengo               | 29ª | 16º | Vágner Benazzi                | [ 63 ]        |
| Corinthians     | Adílson Batista        | Renunciado                    | 10 de outubro  | Corinthians 3–4 Atlético-GO     | 29ª | 3º  | Tite                          | [ 64 ]        |
| Goiás           | Jorginho               | Demitido                      | 9 de novembro  | Grêmio Prudente 4–1 Goiás       | 34ª | 19º | Arthur Neto                   | [ 65 ]        |

- A1. ^ Jorge Parraga dirigiu o time interinamente entre das rodadas 3 e 7.[66]

- A2. ^ Enderson Moreira dirigiu o time interinamente entre as rodadas 5 e 7.[67]

- A3. ^ Emerson Ávila dirigiu o time interinamente na 7ª rodada.[68]

- A4. ^ Partida válida pela Copa Libertadores da América.

## Premiação
| Campeonato Brasileiro de Futebol de 2010     |
| Rio de Janeiro                               |
| -------------------------------------------- |
| Fluminense Football Club Campeão (3° título) |

### Bola de Prata
Os melhores jogadores do campeonato em suas posições, eleitos pela revista Placar através do prêmio Bola de Prata:
| Goleiro - Fábio (Cruzeiro) Lateral-direito - Mariano (Fluminense) Zagueiros - Alex Silva (São Paulo) - Chicão (Corinthians) Lateral-esquerdo - Roberto Carlos (Corinthians) | Volantes - Elias (Corinthians) - Jucilei (Corinthians) Meias - Darío Conca (Fluminense) - Walter Montillo (Cruzeiro) Atacantes - Jonas (Grêmio) - Neymar (Santos) |

 Vencedor da Bola de Ouro